# Atymna simplex
Atymna simplex är en insektsart som beskrevs av Van Duzee. Atymna simplex ingår i släktet Atymna och familjen hornstritar. Inga underarter finns listade i Catalogue of Life.